# غيورغ هاكل
غيورغ هاكل (Georg Hackl) هو لاعب أولمبي لرياضة الزحافات الثلجية من ألمانيا. شارك في الأولمبياد الشتوي في 1992–2002، وفاز بما مجموعه 5 ميداليات.

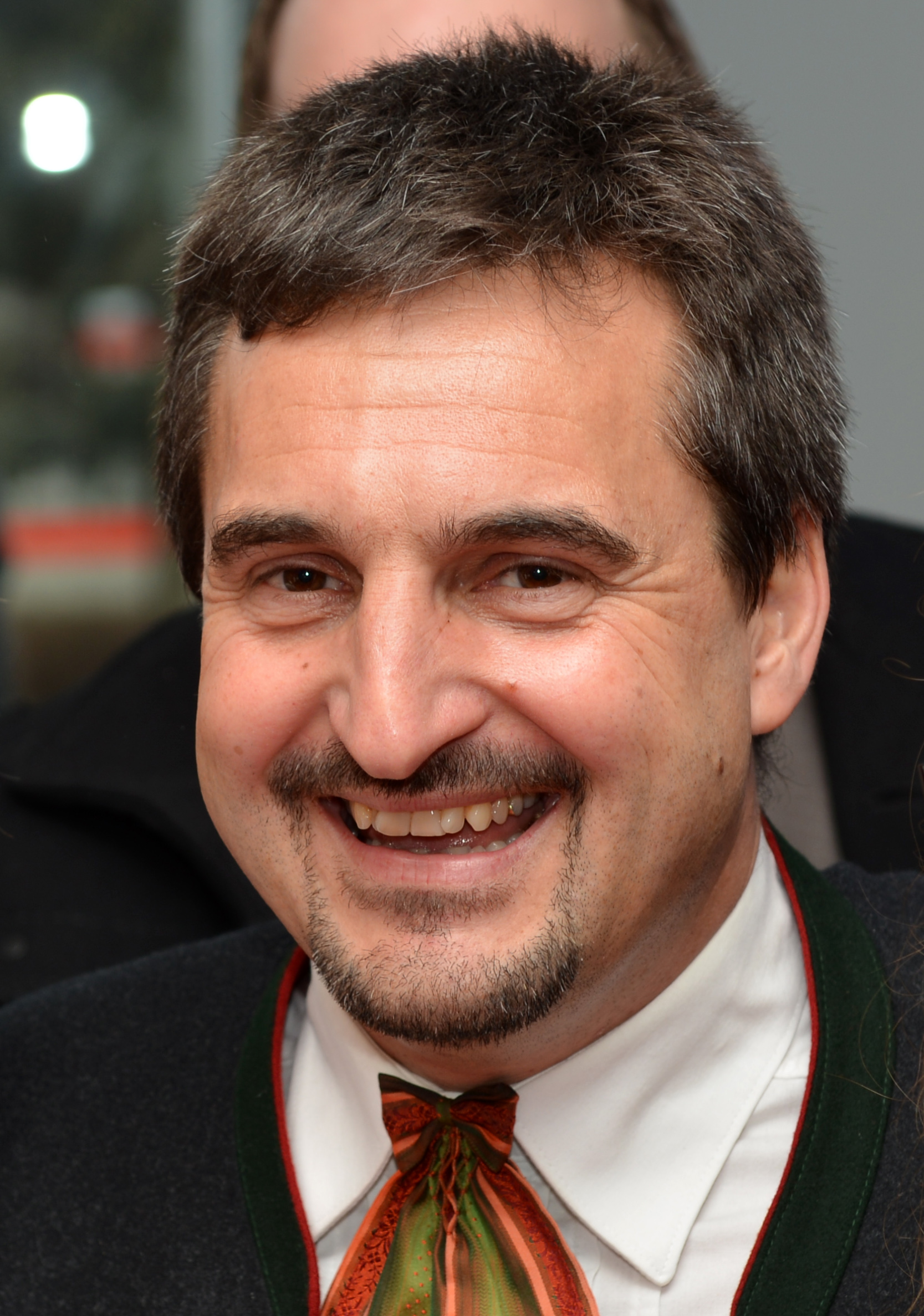
Georg Hackl 2014

## الميداليات
| ذهب | فضة | برونز | المجموع |
| 3   | 2   | 0     | 5       |

## روابط خارجية
- غيورغ هاكل على موقع IMDb (الإنجليزية)
- غيورغ هاكل على موقع الموسوعة البريطانية (الإنجليزية)
- غيورغ هاكل على موقع قاعدة بيانات الفيلم (الإنجليزية)
- غيورغ هاكل على موقع FIL (الإنجليزية)
- غيورغ هاكل على موقع اللجنة الأولمبية الدولية (الإنجليزية)
- غيورغ هاكل على موقع أوليمبيديا (الإنجليزية)